# Metacalanus inaequicornis
Metacalanus inaequicornis is een eenoogkreeftjessoort uit de familie van de Arietellidae. De wetenschappelijke naam van de soort werd in 1903 voor het eerst geldig gepubliceerd door Georg Ossian Sars.